# Аристион, или Перевоспитание
«Аристион, или Перевоспитание» — роман (в некоторых источниках повесть) русского писателя Василия Нарежного, опубликованный в 1822 году и посвящённый его другу Петру Взметнёву.
Заглавный герой романа — молодой дворянин, получивший модное воспитание в пансионе, где научился только танцевать и сражаться на шпагах, тогда как его душевные качества остались неразвитыми. Нарежный описывает перевоспитание Аристиона в духе Жан-Жака Руссо, а параллельно создаёт ряд образов непросвещённых украинских помещиков: пьяницы пана Парамона, который тратит состояние на «угощение недостойных приятелей», «гнусного скряги» пана Тараха, страстного охотника пана Сильвестра.
Первые критики и широкая публика встретили «Аристиона» холодно из-за тяжёлого и казавшегося устаревшим слога. При этом рецензенты сошлись во мнении, что Нарежный поднимает актуальные для русского общества проблемы. Впоследствии автор биографии писателя в «Энциклопедическом словаре Брокгауза и Ефрона» отнёс «Аристиона» «к разряду нравоучительных повестей, которыми так богат XVIII век». Образы помещиков из этого произведения получили развитие в «Мёртвых душах» Николая Гоголя: пан Тарах — предшественник Плюшкина, пан Сильвестр — Ноздрёва.